# Autoceļš A10
Autoceļš A10 ist eine 185 km lange lettische Fernstraße. Sie führt von der Hafenstadt Ventspils an der Ostsee zur Hauptstadt Riga und ist Teil der Europastraße 22.

## Verlauf
- Ventspils
- Pope
- Ugala
- Spare
- Strazde
- Tukums
- Jūrmala
- Riga